# Paralelo 19 sur
El paralelo 19 sur es un paralelo que está 19 grados al sur del plano ecuatorial de la Tierra. Cruza el océano Atlántico, África, el océano Índico, Australasia, el océano Pacífico y América del Sur.

## Dimensiones
Conforme el sistema geodésico WGS 84, en el nivel de latitud 19° Sur, un grado de longitud equivale a 105,292 km; la extensión total del paralelo es por lo tanto 37905 km, cerca de 95% de la extensión del ecuador, de la cual ese paralelo dista 2102 km, distando 7900 km del polo sur.

## Alrededor del mundo
Comenzando en el meridiano de Greenwich y tomando la dirección este, el paralelo 19º Sur pasa sucesivamente por:
| País, territorio o mar | Notas |
| ---------------------- | --- |
| Océano Atlántico       | |
| Namibia                | |
| Botsuana               | |
| Zimbabue               | |
| Mozambique             | |
| Océano Índico          | Canal de Mozambique |
| Madagascar             | Pasando justo al sur de Antananarivo |
| Océano Índico          | |
| Mauricio               | Atraviesa la parte norte de la isla |
| Océano Índico          | |
| Australia              | Australia Occidental Territorio del Norte Queensland |
| Océano Pacífico        | Mar de Coral, Pasando al norte de Marion Reef islas del mar de Coral de Australia pasa al norte de las Islas Chesterfield, Nueva Caledonia pasa al norte de la Isla Sandy, Nueva Caledonia |
| Vanuatu                | Extremo sur de la isla Erromango |
| Océano Pacífico        | |
| Fiyi                   | Isla Kadavu |
| Océano Pacífico        | Pasa al norte de la Isla Matuku, Fiyi |
| Fiyi                   | Isla Totoya |
| Océano Pacífico        | Pasa al sur de la isla Kabara Fiyi Pasa al norte de la isla Fulaga, Fiyi Pasa la sur de la isla Late Tonga |
| Niue                   | |
| Océano Pacífico        | Pasa al sur de la isla Aitutaki, Islas Cook Pasa al norte del atolón Manuae, Islas Cook Pasa a sur del atolón Nengonengo, Polinesia Francesa Pasa al norte del atolón Manuhangi, Polinesia Francesa Pasa al norte del atolón Paraoa, Polinesia Francesa Pasa al sur del atolón Vahitahi, Polinesia Francesa |
| Chile                  | |
| Bolivia                | Pasa al norte de Sucre |
| Brasil                 | Mato Grosso do Sul Goiás Minas Gerais Espírito Santo |
| Perú                   | Cruza sus aguas territoriales, pero no pasa por su territorio continental |
| Océano Atlántico       | |